# Vícov (Přeštice)
Vícov je zaniklá středověká vesnice v okrese Plzeň-jih. V současnosti je lokalita částí města Přeštic, ležící od nich jeden kilometr severovýchodně při řece Úhlavě. Posledními objekty, které dokládají její existenci, jsou kostel svatého Ambrože a bývalá myslivna, nyní soukromý letní dům.

## Historie
O Vícově se v pramenech vyskytují pouze kusé informace, často je ves uváděna jako ves pustá – poustka. Farní ves s kostelem svatého Ambrože existovala již ve středověku a úplně zanikla v průběhu třicetileté války. První dochovaná zpráva o ní je z roku 1239, kdy se uvádí, že Vícov (Wecowo) jako součást přeštického újezdu patří kladrubskému klášteru. V předcházejícím roce 1238 prodala tehdejší majitelka Přeštic Anežka Přemyslovna město Přeštice spolu s 15 vesnicemi, mezi kterými byl i Vícov, kladrubskému benediktinskému klášteru. Anežka Přemyslovna byla majitelkou přeštického panství od roku 1236, kdy jej dostala od krále Václava I. K roku 1323 je na Vícově připomínán kostel, který však stál již dříve.
Farní ves zanikla během husitských válek, kdy byla vypálena v roce 1421 Janem Žižkou, v roce 1427 Prokopem Holým; zůstal jen osamocený kostel. Ves s kostelem byla obnovena koncem 15. století. Existovala ještě v roce 1558 a v klášterních spisech se uvádí jako ves Wiczowo. V průběhu třicetilet0 války ves až na kostel definitivně zanikla. Berní rula z roku 1654 ves již neuvádí vůbec, v roce 1675 se uvádí jako „ves pustá“.
Ves byla formálně majetkem kladrubského kláštera, ale od roku 1421 byla dána císařem Zikmundem do zástavy. V zástavě ji měl rod Švihovských, který výrazně ovlivňoval život na Přešticku. Rod byl majitelem až do roku 1705, kdy přeštický statek vykoupil opět kladrubský klášter. Přibližně v polovině 18. století byla při kostele fara a škola. Po zrušení kláštera v roce 1785 koupil mezi jinými i ves Vícov hrabě Hugo Damián Ervín ze Schönbornu, který ji připojil ke svému dolnolukavickému panství. V nejstarší Přeštické kronice jsou v letech 1679–1719 uvedeni obyvatelé, žijící v „poustce vícovské“. Na místě dřívější fary se nacházela od 18. století myslivna, v roce 1930 zde bydleli 4 lidé. První mapou, která dokládá existenci kostela a myslivny je I. vojenské (josefské) mapování v letech 1764–1768.
Myslivnu s rozsáhlými pozemky zakoupil v roce 1935 plzeňský právník Karel Pexidr starší. Podle návrhu plzeňského architekta Hanuše Zápala byl objekt v roce 1936 přestavěn na letní sídlo, které je dosud v majetku pana Karla Pexidra mladšího. U budovy se rozkládá rozsáhlá bývalá bažantnice.
Název vsi vznikl pravděpodobně ze zkratky osobního jména Vicemil nebo Vieceslav – Vieca, které se v době vzniku obce na začátku 13. století vyskytovalo poměrně běžně. Varianty názvu byly během let Wecovo, Wiczowo, Wieczov, Vienczov, Witzow.

## Galerie

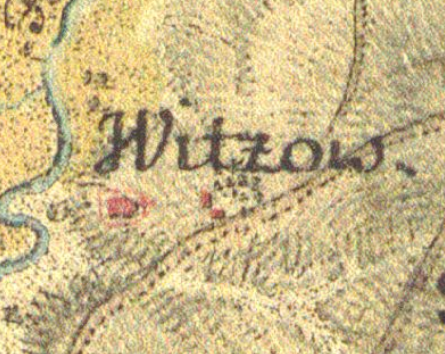
Vícov na mapě Prvního mapování v letech 1764-1768
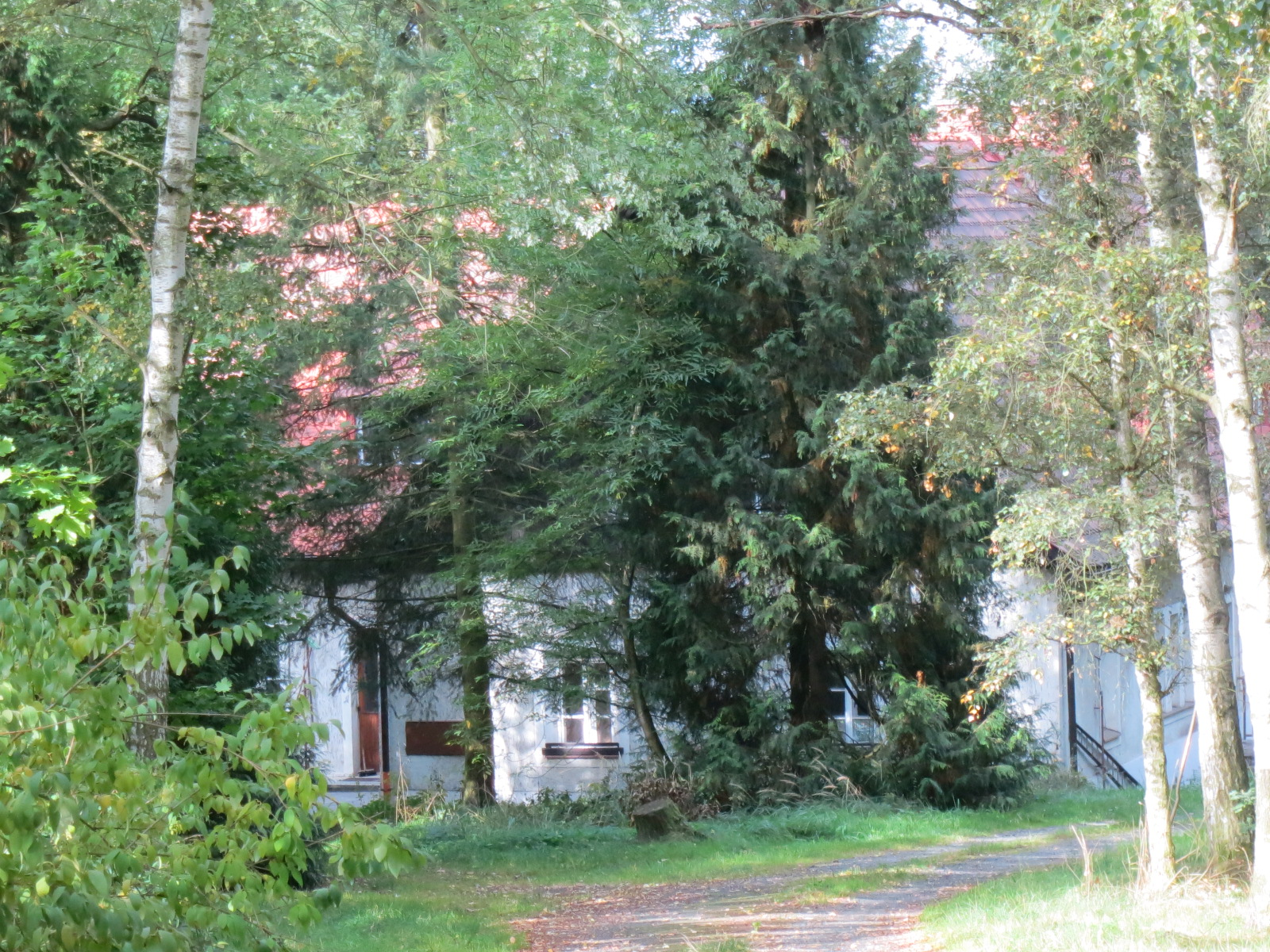
Pohled na dům
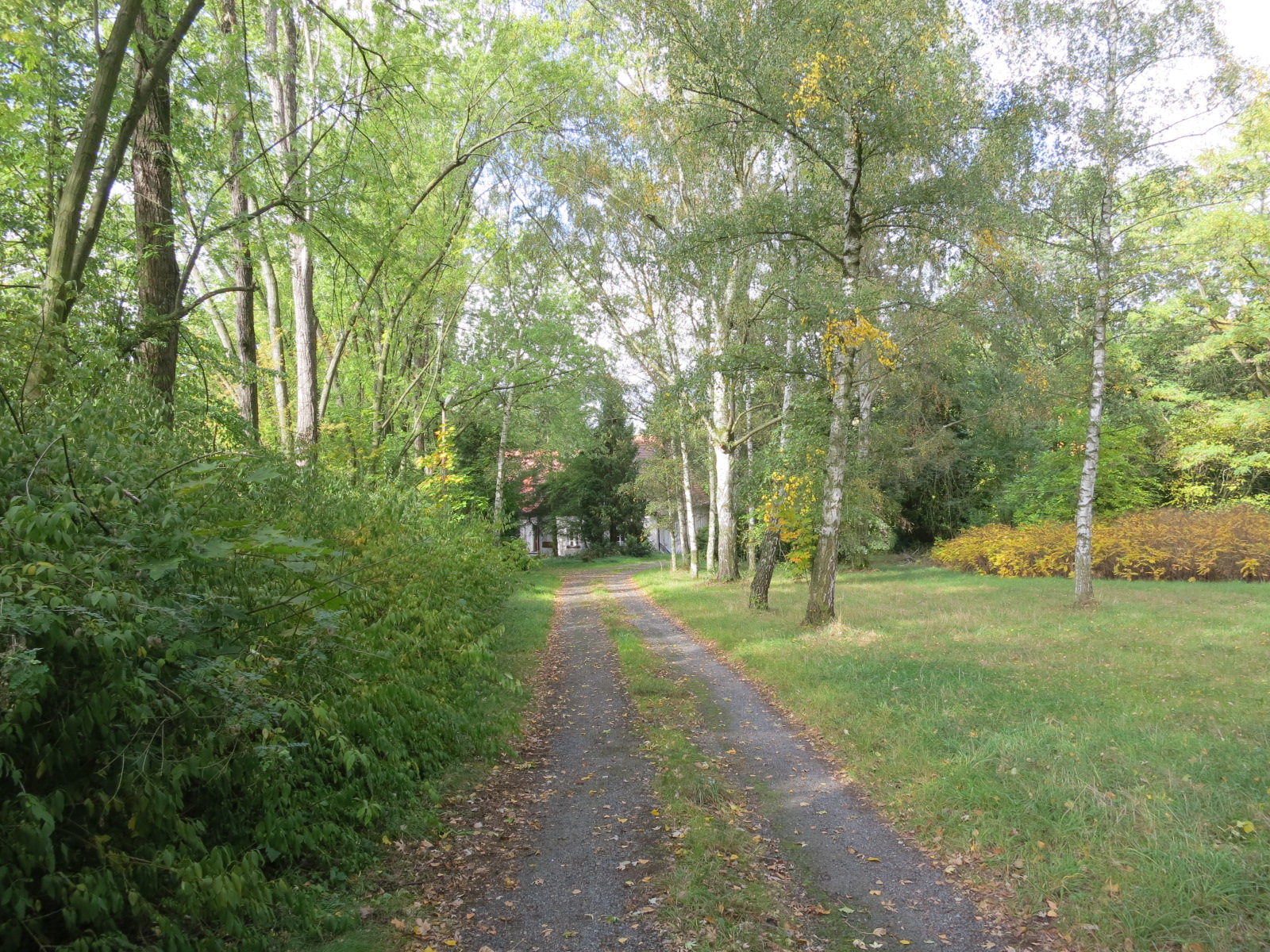
Pohled na přístup k domu
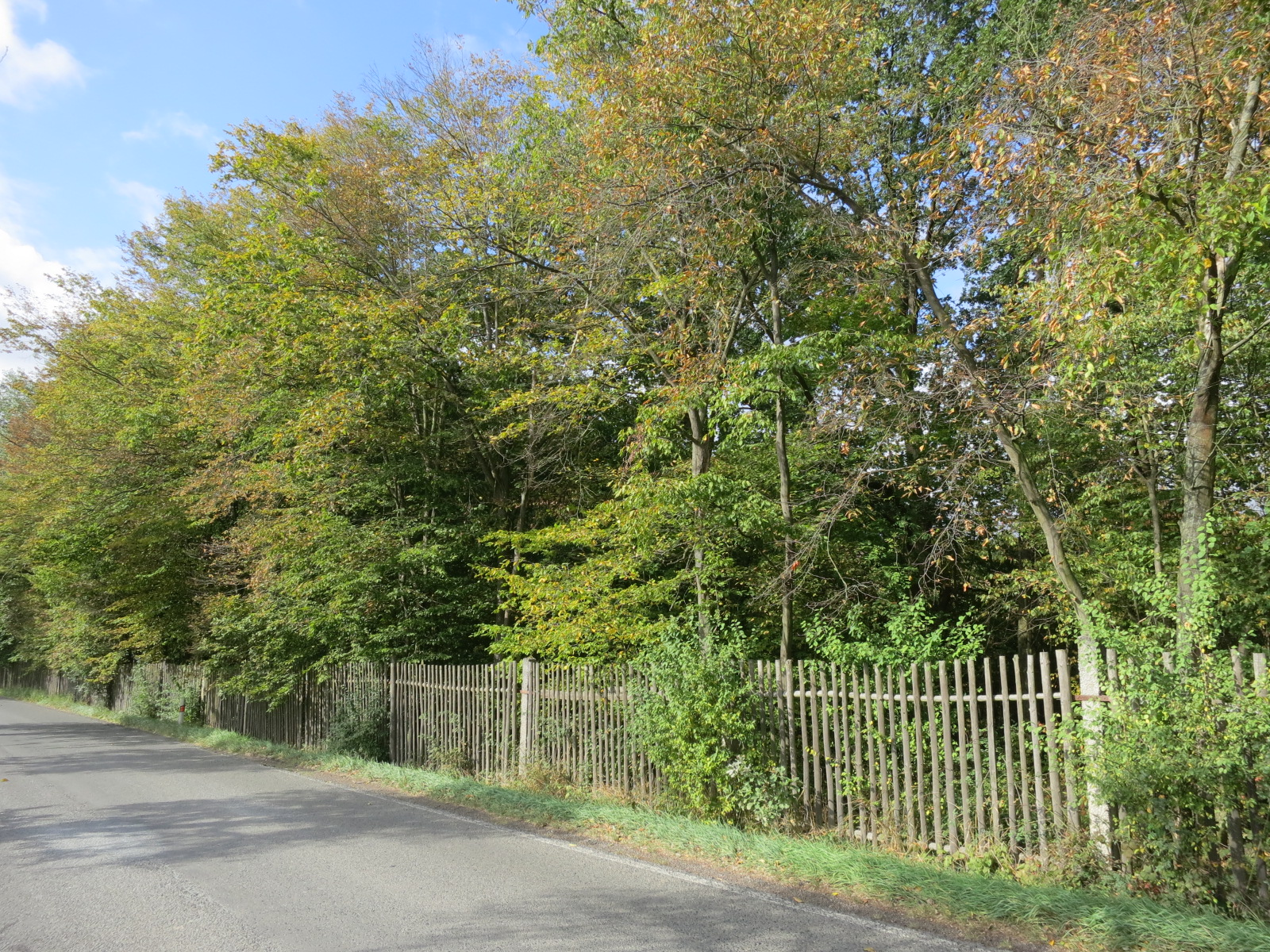
Plot bažantnice
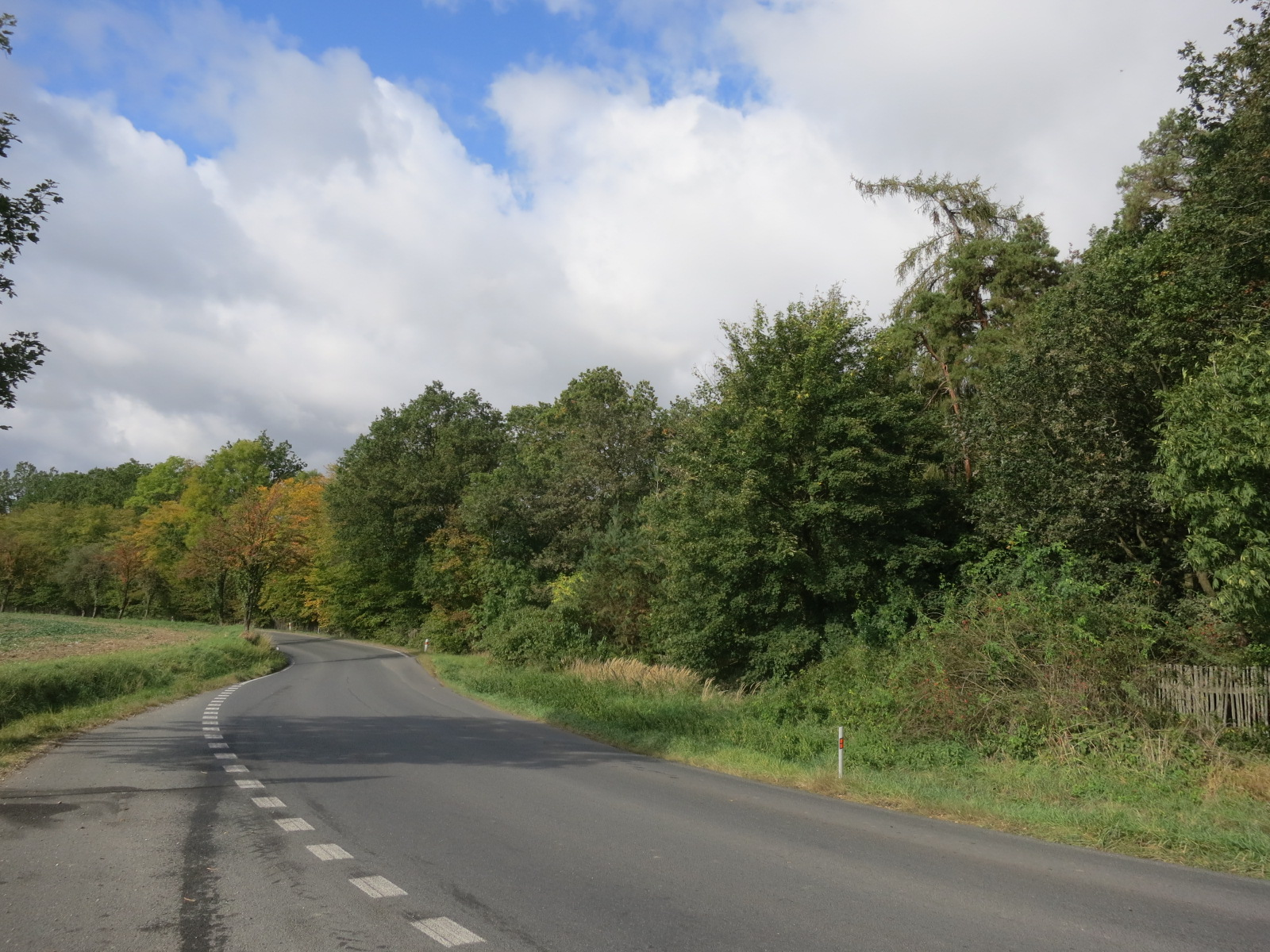
Pohled na bažantnici od silnice